# Антіох I Коммагенський
Антіох I Коммагенський (бл. 110/86  до н. е. — бл. 38/35 до н. е.) — цар Коммагени, на південному сході Малої Азії в 69 до н. е. — 38 до н. е. Сприяв еллінізації свого царства.
Антіох найбільш відомий пам'ятками культу свого правителя в Немрут-Даг, на відрогу хребта Аладаглар на висоті 2100 м. Антіох називав себе «Великим, Богом, Справедливим, Епіфаном, Друг римлян (Філоромей) та Друг греків (Філеллін)», і простежив своє походження до грецького (Александр) та перського (Дарій) царського коріння. Культ правителя, який він встановив через мережу святилищ та храмів-гробниць (hierothesion) по всьому своєму царству, відображав обидва аспекти цього змішаного походження у формі, яка була представлена як досконалий синкретизм. На серії культових рельєфів Антіох стоїть у коммагенському одязі обличчям праворуч і тримає в жесті dexiosis руки Зевса-Оромазда, Артанья-Геракла-Ареса та Аполлона-Мітри-Геліоса-Гермеса, останній представлений або в грецькій, або в асимільованій формі.

## Життєпис
Точні дати його народження, сходження на престол і смерті не засвідчені. Антіох І походив з династії Єрвандідів. Син Мітрідата I і Лаодіки VII (доньки сирійського царя Антіоха VIII Гріпа). 
У 70 р. до н. е. стає співволодарем зі своїм батьком та мав більше влади, бо саме йому підкорився Луцій Ліциній Лукулл. У 69 р. до н. е. після смерті Мітрідата I успадкував трон. На той час Коммагена опинилася у складній ситуації, оскільки вона була союзницею Великої Вірменії — супротивника Римської республіки. Антіох I зрозумів, що Тигран II, цар Великої Вірменії, і його союзник Мітрідат VI, цар Понту, втратили можливість перемогти Рим, тому коммагенський цар перейшов на бік римського проконсула Луція Ліцінія Лукулла. У 69—68 до н. е. Антіох I спрямував свої війська до армії римлян, що брали участь у вірменському поході.
У 66 — 64 рр. до н. е. ставши на бік Риму, Антіох І допомагав новому римськомому очільникові Гнею Помпею Великому у війні проти Понту та Великої Вірменії. У 64 р. до н.е. Помпеєм було розширено царство до точки переправи через Євфрат у Зевгмі. За це у 59 р. до н. е. Антіоха I визнано союзником Риму, що забезпечило Коммагені захист її кордонів. В подальшому зберігав вірність Риму, допомагаючи тому у протистоянні з гірськими племенами Кілікії, ісаврів та інформуючи про події в Парфії. У 51 до н. е. затоваришував з Марком Туллієм Цицероном.
У 49 до н. е. під громадянської війни між Гнеєм Помпеєм Великим і Гаєм Юлієм Цезарем підтримав першого, але після перемоги Цезаря у 48 до н. е. перейшов на його бік. У 47 до н. е. надавав війська та харчі римлянам під час війни з Фарнаком II, царем Понту.
Після вбивства Цезаря у 44 до н. е. вимушено визнав владу республіканців Красса та Брута, оскільки розумів неможливість чинити їм спротив.
У 42 до н. е. після перемоги тріумвірів Марка Антонія й Октавіана над республіканцями у битві при Філіпах Антіох I перейшов на бік переможців. Втім втратив довіру римлян.
Загалом Антіох І намагався балансувати між Римом і Парфією і дивився в обидва боки, щоб зберегти цілісність царства. Він видав свою дочку Лаодіку заміж за парфянського царя Орода II, але повідомив римському наміснику про вторгнення парфян через Євфрат. Цицерон зображує цей балансуючий акт без співчуття, а прагнення Антіоха І задобрити та домагатися обох сторін спровокувало штурм королівської столиці Самосати у 38 р. до н.е. Публієм Вентідієм Бассом та Марком Антонієм, з якого він вибрався з труднощами, але з переконанням, що його виживання було зумовлене особливою божественною милістю, про що чітко свідчать рельєфні сцени dexiosis. У довгому культовому тексті в Немрут-Дагі, написаному в ритмічній прозі, Антіох І описав себе як такого, хто насолоджувався довгим життям, і можна припустити, що цей та інші важливі пам'ятки його царства належать до періоду після облоги Самосати. Антіох І вже точно не жив у 31 р. до н.е., коли його син Мітрідат II згадується серед підданих царів, які підтримували Марка Антонія в битві при Акції.
Культ правителя Антіоха не підтримувався його наступниками. У Зевгмі святилище його культу було ліквідовано на початку правління Тіберія, і складені боги його пантеону не збереглися за його життя. Дещо від пишномовності титулу Антіоха І збереглося у його праправнука Антіоха IV Коммагенського (38–72 рр. н.е.), який також називав себе «Великим» і продовжував бути дуже помітним другом римлян до раптової анексії Коммагени в 72 р. н.е.

## Еллінізація
Розпочав значну політику з поширення культурного впливу еллінізму в своєму царстві, що було необхідно для входження до числа цивілізованих країн в очах греків і римлян. При цьому відбувається поступовий відхід від азійських коренів. Втім це переважно зачепило вищі шари суспільства, селяни залишалися вірними перським богам та старовинним звичаям.
Задля підвищення авторитету царя й усієї династії Антіох I Теос провів масштабні будівельні роботи на горі Немрут, де було споруджено велику гробницю, тераси, встановлено величні статуї, деякі витісано зі скель. Крім того, зведено ще 7 гробниць-святилищ, зокрема в Арсамей-на-Євфраті, Арсамеї-на Німфеї.

## Родина
Дружина — Ісія, донька Аріобарзана I, царя Каппадокії
Діти:
- Мітрідат II, цар Коммагени
- Лаодіка, дружина Орода II, царя Парфії
- Антіох II (д/н—бл. 29 до н. е.), цар Коммагени
- Афінаїда, дружина Артавазда I, царя Атропатени
- Антіохіда